# المپیک زمستانی ۱۹۵۲
بازی‌های المپیک زمستانی ۱۹۵۲ (به انگلیسی: VI Olympic Winter Games) در شهر اسلو در کشور نروژ از ۱۴ تا ۲۵ فوریه ۱۹۵۲ برگزار شد.
در این دوره از بازی‌ها نروژ با ۷ طلا، ۳ نقره و ۶ برنز مقام اول این رقابت‌ها را به دست آورد. آمریکا با ۴ طلا، ۶ نقره و ۱ برنز مقام دوم را کسب کرد و تیم فنلاند با ۳ طلا، ۴ نقره و ۲ برنز به مقام سوم رسید. تیم ایران در این دوره از بازی‌ها حضور نداشته است.

## ورزش‌ها
- بابسلد (۲) (جزئیات)
- هاکی روی یخ (۱) (جزئیات)
- اسکیت روی یخ
  -  اسکیت نمایشی (۳) (جزئیات) 
  -  اسکیت سرعت (۴) (جزئیات)
- اسکی
  -  اسکی آلپاین (۶) (جزئیات) 
  -  اسکی نوردیک  (جزئیات) 
    -  اسکی صحرانوردی (۴) (جزئیات) 
    -  نوردیک ترکیبی (۱) (جزئیات) 
    -  اسکی پرش (۱) (جزئیات)

## کشورهای شرکت‌کننده
- آرژانتین (۱۲)
- استرالیا (۹)
- اتریش (۳۹)
- بلژیک (۹)
- بلغارستان (۱۰)
- کانادا (۳۹)
- شیلی (۳)
- چکسلواکی (۲۲)
- دانمارک (۱)
- فنلاند (۵۰)
- فرانسه (۲۶)
- آلمان (۵۳)
- بریتانیای کبیر (۱۸)
- یونان (۳)
- مجارستان (۱۲)
- ایسلند (۱۱)
- ایتالیا (۳۳)
- ژاپن (۱۳)
- لبنان (۱)
- هلند (۱۱)
- نیوزیلند (۳)
- نروژ (۷۳) (میزبان)
- لهستان (۳۰)
- پرتغال (۱)
- رومانی (۱۶)
- اسپانیا (۴)
- سوئد (۶۵)
- سوئیس (۵۵)
- ایالات متحده آمریکا (۶۵)
- یوگسلاوی (۶)

## جدول مدال‌ها

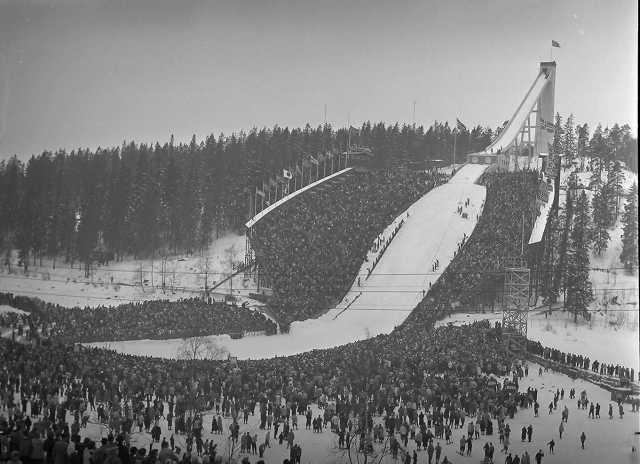
تصویری از المپیک ۱۹۵۲ - اسکی پرش

*   کشور میزبان (نروژ)
| رتبه            | کشور                | طلا | نقره | برنز | مجموع |
| --------------- | ------------------- | --- | ---- | ---- | ----- |
| ۱               | نروژ*               | ۷   | ۳    | ۶    | ۱۶    |
| ۲               | ایالات متحده آمریکا | ۴   | ۶    | ۱    | ۱۱    |
| ۳               | فنلاند              | ۳   | ۴    | ۲    | ۹     |
| ۴               | آلمان               | ۳   | ۲    | ۲    | ۷     |
| ۵               | اتریش               | ۲   | ۴    | ۲    | ۸     |
| ۶               | ایتالیا             | ۱   | ۰    | ۱    | ۲     |
| ۶               | کانادا              | ۱   | ۰    | ۱    | ۲     |
| ۸               | بریتانیای کبیر      | ۱   | ۰    | ۰    | ۱     |
| ۹               | هلند                | ۰   | ۳    | ۰    | ۳     |
| ۱۰              | سوئد                | ۰   | ۰    | ۴    | ۴     |
| ۱۱              | سوئیس               | ۰   | ۰    | ۲    | ۲     |
| ۱۲              | فرانسه              | ۰   | ۰    | ۱    | ۱     |
| ۱۲              | مجارستان            | ۰   | ۰    | ۱    | ۱     |
| مجموع (۱۳ کشور) | مجموع (۱۳ کشور)     | ۲۲  | ۲۲   | ۲۳   | ۶۷    |